# アマンダ・ペイズ
アマンダ・ペイズ（Amanda Pays、1959年6月6日 - ）は、イングランドの女優。

## 出演作品
- サイク/名探偵はサイキック? シーズン2
- アブレイズ
- ブラック・シー・レイド2
- スペースジャック2097
- ジェラシーはお断り!
- Xファイル The X-files (1993) シーズン1第12話「炎」
- ザ・フラッシュ2
- ザ・フラッシュ3
- 殺しのアーティスト
- 超音速ヒーロー　ザ・フラッシュ（ティナ）
- 最新・最強・最速のヒーロー／ザ・フラッシュ
- 私立探偵パーカー・ケイン
- リバイアサン
- サイゴン
- キンドレッド
- マックス・ヘッドルーム
- 名探偵ポワロ／エッジウェア卿殺人事件
- 電脳ネットワーク23／マックス・ヘッドルーム
- オックスフォード・ブルース
- コールド・ルーム